# Kardinalska imenovanja pape Pija IV.
Papa Pio IV. za vrijeme svoga pontifikata (1559. – 1565.) održao je 4 konzistorija na kojima je imenovao ukupno 46 kardinala.

## Konzistorij 31. siječnja 1560. (I.)
1. Giovanni Antonio Serbelloni, biskup Foligna
2. Carlo Borromeo, nećak Njegove Svetosti, milanski klerik[a]
3. Giovanni de' Medici, mlađi, firentinski klerik, sin firentinskoga vojvode

## Konzistorij 26. veljače 1561. (II.)
1. Girolamo Seripando, O.S.A., nadbiskup Salerna
2. Philibert Babou de la Bourdaisiere, angulemski biskup, Francuska
3. Ludovico Simoneta, pezarski biskup, bilježnik Njegove Svetosti
4. Mark Sittich von Hohenems, nećak Njegove Svetosti, kasanski izabrani biskup
5. Francesco Gonzaga, apostolski protonotar
6. Alfonso Gesualdo, apostolski protonotar
7. Gianfrancesco Gambara, klerik Apostolske komore
8. Marco Antonio Amulio, venecijanski veleposlanik kod Njegove Svetosti
9. Bernardo Salviati, biskup Saint-Papoula, Francuska, prior Reda sv. Ivana Jeruzalemskoga u Rimu, razdjelitelj milostinje francuske kraljice
10. Stanisław Hosius, varmijski biskup, Poland
11. Pier Francesco Ferrero, verćelijski biskup
12. Antoine Perrenot de Granvelle, araski biskup, Francuska
13. Luigi d'Este, ferarski klerik
14. Ludovico Madruzzo, tridentski klerik
15. Innico d'Avalos d' Aragona, O.S. Iacobis
16. Francisco Pacheco de Toledo, seviljski klerik, Španjolska
17. Bernardo Navagero, venecijanski plemić
18. Girolamo di Corregio, lombardijski plemić

## Konzistorij 6. siječnja 1563. (III.)
1. Federico Gonzaga, brat mantovskoga vojvode
2. Ferdinando de' Medici, sin firentinskoga vojvode

## Konzistorij 12. ožujka 1565. (IV.)
1. Annibale Bozzuti, avinjonski nadbiskup, klerik Apostolske komore
2. Marco Antonio Colonna, stariji, tarenski nadbiskup
3. Tolomeo Gallio, manfredonijski nadbiskup
4. Angelo Nicolini, nadbiskup Pise
5. Luigi Pisani, padovski biskup, klerik Apostolske komore
6. Prospero Santacroce, kisamoski biskup, Kreta, saslušatelj Svete Rimske rote, nuncij u Francuskoj
7. Zaccaria Delfino, hvarski biskup, nuncij u Austriji
8. Marcantonio Bobba, biskup Aoste
9. Ugo Boncompagni, viestijski biskup, prefekt Sudišta Apostolske signature milosti[b]
10. Alessandro Sforza, nećak pape Pavla III., biskup Parme, klerik Apostolske komore
11. Simone Pasqua, biskup Luni-Sarzana, liječnik Njegove Svetosti
12. Flavio Orsini, murski biskup, saslušatelj Apostolske komore
13. Carlo Visconti, biskup Ventimiglie
14. Francesco Alciati, izabrani biskup Cittáe, bilježnik Njegove Svetosti
15. Francesco Abbondio Castiglioni, bobijski biskup
16. Guido Luca Ferrero, verćelijski biskup, nuncij u Veneciji
17. Alessandro Crivelli, biskup Cerenze i Cariatija, nuncij u Španjolskoj
18. Antoine de Créqui Canaples, amienski biskup, Francuska
19. Gianfrancesco Commendone, cefalonijski i zakintoski biskup, nuncij u Poljskoj
20. Benedetto Lomellini, klerik Apostolske komore
21. Guglielmo Sirleto, apostolski protonotar
22. Gabriele Paleotti, saslušatelj Svete Rimske rote
23. Francesco Crasso, saslušatelj Svete Rimske rote, bolonjski upravitelj